# Cabra del Santo Cristo-Alicún
Cabra del Santo Cristo-Alicún (hiszp. Estación de Cabra del Santo Cristo-Alicún) – stacja kolejowa w Cabra del Santo Cristo, w Prowincji Jaén, we wspólnocie autonomicznej Andaluzja, w Hiszpanii. Na północ od stacji znajduje się słynny most kolejowy Puente del Hacho.

## Położenie stacji
Znajduje się na linii kolejowej Linares Baeza – Almería w km 94,37.

## Linie kolejowe
- Linia Linares Baeza – Almería